# 9-羧基甲氧基甲基鸟嘌呤
9-羧基甲氧基甲基鸟嘌呤，简称CMMG，是一种化合物，被认为抗病毒药物阿昔洛韦（及其前药伐昔洛韦）的主要代谢物，并被认为是有时与这些药物相关的神经精神副作用的致病因子。这些主要由肾功能衰竭或肾功能下降的患者遭受，并且可能包括精神病性反应、幻觉和罕见的更复杂的疾病，如科塔尔综合征。 研究发现接受阿昔洛韦治疗后出现这些症状的患者的CMMG水平比正常人高得多。由于这是科塔尔综合征首次与药物副作用相关联，这一发现可能有助于科塔尔综合征的研究及其治疗。